# ゾルド・アルト
ゾルド・アルト（伊: Zoldo Alto）は、イタリア共和国ヴェネト州ベッルーノ県に存在した基礎自治体（コムーネ）。
2016年2月23日にフォルノ・ディ・ゾルドと合併してヴァル・ディ・ゾルドの一部となった。

## 地理

### 位置・広がり

#### 隣接コムーネ
コムーネとしてのゾルド・アルトは、以下のコムーネと隣接していた。
- アーゴルド
- アッレゲ
- ボルカ・ディ・カドーレ
- フォルノ・ディ・ゾルド
- ラ・ヴァッレ・アゴルディーナ
- セルヴァ・ディ・カドーレ
- タイボーン・アゴルディーノ
- ヴォード・ディ・カドーレ
- ゾッペ・ディ・カドーレ

## 行政

### 分離集落
ゾルド・アルトには、以下の分離集落（フラツィオーネ）があった。
- Brusadaz, Chiesa, Coi, Cordelle, Costa, Fusine, Gavaz, Iral, Mareson, Molin, Pecol, Pianaz, Rutorbol, Soramaè